# 斯諾湖 (阿肯色州)
斯諾湖（英語：Snow Lake）是位於美國阿肯色州迪沙縣的一個非建制地區。該地的面積和人口皆未知。

## 地理
斯諾湖的座標為34°03′39″N 91°01′23″W / 34.06083°N 91.02306°W，而該地的平均海拔高度為47米（即154英尺）。